# Indisk shama
Indisk shama (Copsychus fulicatus) är en sydasiatisk tätting i familjen flugsnappare som främst förekommer i Indien.

## Utseende och levnadssätt
Indisk shama är en 19 centimeter lång fågel med lång svart stjärt som den gärna håller rest och rostfärgad undergump. Hanen är svart under med en vit skulderfläck. Ovansidans färg skiljer sig mellan underarterna, där fåglar i södra Indien och på Sri Lanka är glansigt svart och mer nordliga fåglar är matt brunsvarta. Honan är blekare och brungrå under. Fågeln trivs i torra och steniga miljöer med buskmarker och jordbruksområden.

## Utbredning och systematik
Indisk shama delas upp i fem underarter med följande utbredning:
- Copsychus fulicatus cambaiensis – förekommer från Pakistan till norra och västra Indien och låglänta områden i Nepal
- Copsychus fulicatus erythrurus – förekommer i nordöstra Indien (slätter i Bihar och Västbengalen)
- Copsychus fulicatus intermedius – förekommer i centrala Indien från Bombay till Hyderabad och Krishnafloden
- Copsychus fulicatus fulicatus – förekommer i södra Indien från Bombay till Mysore och Kerala
- Copsychus fulicatus leucopterus – förekommer i låglänta områden på Sri Lanka

### Släktestillhörighet
Arten placerades tidigare som ensam art i släktet Saxicoloides, men flera genetiska studier visar att den är en del av Copsychus.

### Familjetillhörighet
Fågeln ansågs fram tills nyligen liksom bland andra buskskvättor, stentrastar, rödstjärtar vara små trastar. DNA-studier visar dock att de är marklevande flugsnappare (Muscicapidae) och förs därför numera till den familjen, närmast släkt med trädnäktergalar i Cercotrichas samt därefter exempelvis grå flugsnappare.

## Status och hot
Arten har ett stort utbredningsområde och en stor population med stabil utveckling som inte tros vara utsatt för något substantiellt hot. Utifrån dessa kriterier kategoriserar internationella naturvårdsunionen IUCN arten som livskraftig (LC). Världspopulationen har inte uppskattats men den beskrivs som vanlig i Indien söder om Himalaya, ovanlig eller sällsynt i Nepal och mycket vanlig i torrzonen på Sri Lanka.

## Namn
Fågeln har på svenska tidigare kallats indisk näktergal.